# Irene Pacheco
Luis Rodríguez Irene „Mambaco“ Pacheco (* 26. März 1971 in San Juan de Urabá, Kolumbien) ist ein ehemaliger kolumbianischer Boxer im Fliegengewicht.

## Profikarriere
Im Jahre 1993 begann er erfolgreich seine Profikarriere. Am 10. April 1999 boxte er gegen Luis Cox Coronado um die IBF-Weltmeisterschaft und gewann durch technischen K. o. in Runde 9. Diesen Gürtel verteidigte er insgesamt sechs Mal und verlor ihn im Dezember 2004 an Vic Darchinyan durch Knockout.
Im Jahre 2007 beendete er seine Karriere.